# María Remedios Yáñez Motos
María Remedios Yáñez Motos (Petrer, 26 d'agost de 1959) és una infermera i política valenciana, diputada a les Corts Valencianes en la IX legislatura.

## Biografia
És llicenciada en infermeria per la Universitat Hogeschool Zeeland dels Països Baixos. Ha treballat com a infermera ocupant diversos càrrecs a l'Hospital General Universitari d'Alacant de 1979 a 1983 i a l'Hospital General Universitari d'Elda de 1983 a 2003. De 2003 a 2015 fou Directora d'Infermeria d'Atenció Primària del Departament de Salud d'Elda.
Militant del PPCV fou escollida regidora de sanitat de l'ajuntament d'Elda a les eleccions municipals espanyoles de 2007 i tinent d'alcalde a les eleccions municipals espanyoles de 2011. Posteriorment fou escollida diputada per Alacant a les eleccions a les Corts Valencianes de 2015. És membre de les comissions d'Educació i Cultura i de Sanitat i Consum de les Corts Valencianes.